# Джоел Лебовіц
Джоел Лебовіц (англ. Joel Lebowitz; нар. 10 травня 1930, Тячів, Чехословаччина) — американський математик та фізик, широко визнаний за свій видатний внесок у статистичну фізику, статистичну механіку та багато інших областей. Лебовіц опублікував більше п'ятисот статей з статистичної фізики і науки в цілому, він є одним із засновників і редакторів — Журналу статистичної фізики (англ. Journal of Statistical Physics), одного з найбільш важливих рецензованих журналів з наукових досліджень в цій галузі.
Він був президентом Нью-Йоркської академії наук. Лебовіц — професор математики та фізики Ратґерського університету. Він також є активним членом правозахисної спільноти та довгостроковим співголовою Комітету зацікавлених вчених.

## Біографія
Джоел Лебовіц народився 10 травня 1930 року в Тячеві, Чехословаччина, (нині — Україна) в єврейській родині. Під час Другої світової війни він був депортований зі своєю сім'єю в Аушвіц, де його батько, мати і молодша сестра були вбиті в 1944 році. Після звільнення з табору він переїхав до США на човні і навчався в Ортодоксальній єврейській школі і Бруклінському коледжі. Він отримав ступінь доктора філософії в Сиракузькому університеті в 1956 році під керівництвом Пітера Бергмана. Потім він продовжив свої дослідження з Ларсом Онсагером в Єльському університеті, де отримав викладацьку посаду. У 1957 році він перейшов до Технологічного інституту Стівенса, а в 1959 році — в Белферську аспірантуру наук Єшивського університету.
Нарешті, він отримав посаду викладача в Ратґерському університеті в 1977 році. Під час навчання в Єшивському та Ратґерському університеті він контактував з кількома вченими та художниками, такими як Фуміо Йосімура та Кейт Міллетт. У 1975 році заснував Журнал статистичної фізики. У 1979 році був президентом Нью-Йоркської академії наук. Він був одним з найактивніших прихильників дисидентських вчених в колишньому Радянському Союзі, особливо вчених-відмовників.

## Наукова діяльність
Лебовіц зробив великий внесок у статистичну механіку і математичну фізику. Разом з Еліотом Лібом він довів, що кулонівські взаємодії підкоряються термодинамічній межі. Він також встановив те, що зараз відомо як нерівність Лебовіца для феромагнітної моделі Ізінга. Його поточні інтереси пов'язані з проблемами нерівноважної статистичної механіки.
Він став головним редактором Журналу статистичної фізики (англ. Journal of Statistics Physics) в 1975 році, одного з найважливіших журналів у цій галузі, і з тих пір є головним редактором, поки не пішов у відставку у вересні 2018 року. Лебовіц проводить два рази на рік серію конференцій, спочатку в Ієшівському університеті, а потім у Ратґерському університеті, який триває вже 60 років. Він також відомий як один з редакторів впливової серії оглядів, «Фазові переходи і критичні явища» (англ. Phase Transitions and Critical Phenomena).

## Нагороди та почесті
Лебовіц був удостоєний кількох нагород, таких як медаль Больцмана (1992), медаль Ніколсона (1994) від Американського фізичного товариства, медаль Бенджаміна Франкліна (1995), премія Анрі Пуанкаре (2000), премія Вольтерра (2001), премія Гайнемана з математичної фізики (2021) і багато інших.